# Badminton aux Jeux paralympiques
Navigation
- 2020
- 2024

Le badminton aux Jeux paralympiques est une épreuve paralympique  depuis les Jeux d'été de 2020. Les sportifs présentant tous types de handicap physique et moteur peuvent participer à la compétition.
La Fédération mondiale de badminton a poussé pour inclure cet handisport depuis 2010 pour développer le parabadminton et, après un échec en 2016, l'ensemble des critères a pu être réuni notamment en termes de critères de qualification et de représentativité internationale. 

## Éditions
| N° | Édition | Ville | Pays   | Date                        | Site                        | Participants | Nations | Épreuves |
| -- | ------- | ----- | ------ | --------------------------- | --------------------------- | ------------ | ------- | -------- |
| 1  | JP 2020 | Tokyo | Japon  | 1er au 5 septembre 2021     | Gymnase olympique de Yoyogi | 90           | 28      | 14       |
| 2  | JP 2024 | Paris | France | 29 août au 2 septembre 2024 | Arena Porte de la Chapelle  | 120          |         | 16       |

## Classification des handicaps
Les badistes reçoivent une classification en fonction du type et de l'ampleur de leur handicap,. Le système de classification permet de rivaliser avec les autres joueurs avec le même niveau de handicap.
Les catégories en simple au badminton sont les suivantes :
- WH1 : Joueur assis en fauteuil roulant, l'athlète dispose d’un mauvais ou ne dispose pas d’équilibre du tronc
- WH2 : Joueur assis en fauteuil roulant, l'athlète dispose d’un équilibre du tronc normal ou proche de la normal
- SL3 (hommes uniquement) : Joueur debout membre inférieur, l'athlète marche ou court avec un boitement dû au handicap ou à l’absence de membre inférieur
- SL4 : Joueur debout membre inférieur, l'athlète peut marcher avec une légère mou mais se déplace de manière fluide
- SU5 : Joueur debout membre supérieur, l'athlète est limité dans la fonction de base du membre supérieur ou par l’absence du membre supérieur
- SH6 (hommes uniquement) : Joueur de petite taille, l'athlète doit entre autres mesurer au maximum 145 cm pour les hommes et 137 cm pour les femmes

Concernant les doubles
- WH1-2 (double hommes et double femmes)
- SL3-SU5 (double mixte et double femmes)

## Palmarès par édition
La parabadminton  fait partie du programme paralympique depuis les Jeux de 2020 à Tokyo.

### Hommes

#### Simple fauteuil - WH1
| Édition                        | Or            | Argent              | Bronze                     |
| ------------------------------ | ------------- | ------------------- | -------------------------- |
| Tokyo 2020                     | Qu Zimo (CHN) | Lee Sam-seop (KOR)  | Lee Dong-seop (KOR)        |
| Paris 2024 résultats détaillés | Qu Zimo (CHN) | Choi Jung-man (KOR) | Thomas Wandschneider (GER) |

#### Simple fauteuil - WH2
| Édition                        | Or                   | Argent             | Bronze             |
| ------------------------------ | -------------------- | ------------------ | ------------------ |
| Tokyo 2020                     | Daiki Kajiwara (JPN) | Kim Jung-jun (KOR) | Chan Ho Yuen (HKG) |
| Paris 2024 résultats détaillés | Daiki Kajiwara (JPN) | Chan Ho Yuen (HKG) | Kim Jung-jun (KOR) |

#### Simple debout - SL3
| Édition                        | Or                  | Argent               | Bronze                |
| ------------------------------ | ------------------- | -------------------- | --------------------- |
| Tokyo 2020                     | Pramod Bhagat (IND) | Daniel Bethell (GBR) | Manoj Sarkar (IND)    |
| Paris 2024 résultats détaillés | Kumar Nitesh (IND)  | Daniel Bethell (GBR) | Mongkhon Bunsun (THA) |

#### Simple debout - SL4
| Édition                        | Or                | Argent                          | Bronze               |
| ------------------------------ | ----------------- | ------------------------------- | -------------------- |
| Tokyo 2020                     | Lucas Mazur (FRA) | Suhas Lalinakere Yathiraj (IND) | Fredy Setiawan (INA) |
| Paris 2024 résultats détaillés | Lucas Mazur (FRA) | Suhas Lalinakere Yathiraj (IND) | Fredy Setiawan (INA) |

#### Simple debout - SU5
| Édition                        | Or                   | Argent                 | Bronze                 |
| ------------------------------ | -------------------- | ---------------------- | ---------------------- |
| Tokyo 2020                     | Liek Hou Cheah (MAS) | Anrimusthi Dheva (INA) | Nugroho Suryo (INA)    |
| Paris 2024 résultats détaillés | Cheah Liek Hou (MAS) | Suryo Nugroho (INA)    | Dheva Anrimusthi (INA) |

#### Simple petite taille - SH6
| Édition                        | Or                   | Argent               | Bronze               |
| ------------------------------ | -------------------- | -------------------- | -------------------- |
| Tokyo 2020                     | Krishna Nagar (IND)  | Chu Man Kai (HKG)    | Krysten Coombs (GBR) |
| Paris 2024 résultats détaillés | Charles Noakes (FRA) | Krysten Coombs (GBR) | Vitor Tavares (BRA)  |

#### Double fauteuil - WH1-WH2
| Édition                        | Or                         | Argent                                  | Bronze                                |
| ------------------------------ | -------------------------- | --------------------------------------- | ------------------------------------- |
| Tokyo 2020                     | Chine Mai Jianpeng Qu Zimo | Corée du Sud Kim Jung-jun Lee Dong-seop | Japon Daiki Kajiwara Hiroshi Murayama |
| Paris 2024 résultats détaillés | Chine Mai Jianpeng Qu Zimo | Corée du Sud Jeong Jae-gun Yu Soo-young | Japon Hiroshi Murayama Daiki Kajiwara |

### Femmes

#### Simple fauteuil - WH1
| Édition                        | Or                  | Argent                 | Bronze           |
| ------------------------------ | ------------------- | ---------------------- | ---------------- |
| Tokyo 2020                     | Sarina Satomi (JPN) | Sujirat Pookkham (THA) | Yin Menglu (CHN) |
| Paris 2024 résultats détaillés | Sarina Satomi (JPN) | Sujirat Pookkham (THA) | Yin Menglu (CHN) |

#### Simple fauteuil - WH2
| Édition                        | Or               | Argent            | Bronze               |
| ------------------------------ | ---------------- | ----------------- | -------------------- |
| Tokyo 2020                     | Liu Yutong (CHN) | Xu Tingting (CHN) | Yuma Yamazaki (JPN)  |
| Paris 2024 résultats détaillés | Liu Yutong (CHN) | Li Hongyan (CHN)  | Ilaria Renggli (SUI) |

#### Simple debout - SL3
| Édition                        | Or                | Argent                         | Bronze                     |
| ------------------------------ | ----------------- | ------------------------------ | -------------------------- |
| Paris 2024 résultats détaillés | Xiao Zuxian (CHN) | Qonitah Ikhtiar Syakuroh (INA) | Mariam Eniola Bolaji (NGR) |

#### Simple debout - SL4
| Édition                        | Or                 | Argent                   | Bronze                  |
| ------------------------------ | ------------------ | ------------------------ | ----------------------- |
| Tokyo 2020                     | Cheng Hefang (CHN) | Leani Ratri Oktila (INA) | Ma Huihui (CHN)         |
| Paris 2024 résultats détaillés | Cheng Hefang (CHN) | Leani Ratri Oktila (INA) | Helle Sofie Sagøy (NOR) |

#### Simple debout - SU5
| Édition                        | Or                | Argent                       | Bronze                 |
| ------------------------------ | ----------------- | ---------------------------- | ---------------------- |
| Tokyo 2020                     | Yang Qiuxia (CHN) | Ayako Suzuki (JPN)           | Akiko Sugino (JPN)     |
| Paris 2024 résultats détaillés | Yang Qiuxia (CHN) | Thulasimathi Murugesan (IND) | Manisha Ramadass (IND) |

#### Simple petite taille - SH6
| Édition                        | Or               | Argent              | Bronze                 |
| ------------------------------ | ---------------- | ------------------- | ---------------------- |
| Paris 2024 résultats détaillés | Li Fengmei (CHN) | Lin Shuangbao (CHN) | Nithya Sre Sivan (IND) |

#### Double fauteuil - WH1-WH2
| Édition                        | Or                                | Argent                            | Bronze                                      |
| ------------------------------ | --------------------------------- | --------------------------------- | ------------------------------------------- |
| Tokyo 2020                     | Japon Sarina Satomi Yuma Yamazaki | Chine Liu Yutong Yin Menglu       | Thaïlande Sujirat Pookkham Amnouy Wetwithan |
| Paris 2024 résultats détaillés | Chine Yin Menglu Liu Yutong       | Japon Sarina Satomi Yuma Yamazaki | Thaïlande Sujirat Pookkham Amnouy Wetwithan |

#### Double debout SL3-SU5
| Édition    | Or                                              | Argent                       | Bronze                        |
| ---------- | ----------------------------------------------- | ---------------------------- | ----------------------------- |
| Tokyo 2020 | Indonésie Oktila Leani Ratri Sadiyah Khalimatus | Chine Cheng Hefang Ma Huihui | Japon Noriko Ito Ayako Suzuki |

### Mixte

#### Double debout SL3-SU5
| Édition                        | Or                                          | Argent                                      | Bronze                              |
| ------------------------------ | ------------------------------------------- | ------------------------------------------- | ----------------------------------- |
| Tokyo 2020                     | Indonésie Hary Susanto Leani Ratri Oktila   | France Lucas Mazur Faustine Noël            | Japon Daisuke Fujihara Akiko Sugino |
| Paris 2024 résultats détaillés | Indonésie Hikmat Ramdani Leani Ratri Oktila | Indonésie Fredy Setiawan Khalimatus Sadiyah | France Lucas Mazur Faustine Noël    |

#### Double petite taille SH6
| Édition                        | Or                         | Argent                                 | Bronze                        |
| ------------------------------ | -------------------------- | -------------------------------------- | ----------------------------- |
| Paris 2024 résultats détaillés | Chine Lin Naili Li Fengmei | États-Unis Miles Krajewski Jayci Simon | Indonésie Subhan Rina Marlina |

## Tableau des médailles
| Rang  | Nation          | Or | Argent | Bronze | Total |
| ----- | --------------- | -- | ------ | ------ | ----- |
| 1     | Chine           | 14 | 5      | 3      | 22    |
| 2     | Japon           | 5  | 2      | 6      | 13    |
| 3     | Indonésie       | 3  | 6      | 5      | 14    |
| 4     | Inde            | 3  | 3      | 3      | 9     |
| 5     | France          | 3  | 1      | 1      | 5     |
| 6     | Malaisie        | 2  | 0      | 0      | 2     |
| 7     | Corée du Sud    | 0  | 5      | 2      | 7     |
| 8     | Grande-Bretagne | 0  | 3      | 1      | 4     |
| 9     | Thaïlande       | 0  | 2      | 3      | 5     |
| 10    | Hong Kong       | 0  | 2      | 1      | 3     |
| 11    | États-Unis      | 0  | 1      | 0      | 1     |
| 12    | Allemagne       | 0  | 0      | 1      | 1     |
| 12    | Brésil          | 0  | 0      | 1      | 1     |
| 12    | Nigeria         | 0  | 0      | 1      | 1     |
| 12    | Norvège         | 0  | 0      | 1      | 1     |
| 12    | Suisse          | 0  | 0      | 1      | 1     |
| Total | Total           | 30 | 30     | 30     | 90    |